# Péninsule de Varanger
La péninsule de Varanger (en norvégien : Varangerhalvøya ; en same du Nord : Várnjárga ; en kvène Varenkinniemi) est une péninsule du comté de Finnmark, dans le nord de la Norvège. 
À l'ouest, la péninsule est bordée par le Tanafjord, qui la sépare de la péninsule de Nordkinn. Au sud, elle est bordée par le Varangerfjord ; vers le nord et l'est, s'étend la mer de Barents. Elle donne son nom à la glaciation Varanger, longue période de glaciation de la Terre, à l'époque du Cryogénien.

## Géographie
La zone présente un terrain montagneux et accidenté, dont l'altitude atteint 633 mètres. Le relief de la péninsule est paléïque, ressemblant à celui des hautes terres du sud de la Norvège. Le caractère paléïque est présenté notamment par un plateau ondulant entre des altitudes de 200 à 600 mètres en moyenne.
La partie supérieure du plateau se compose de roches résistant à l'érosion comme la quartzite. La partie inférieure est faite de roches plus friables comme le shale et le mudstone. Au niveau intermédiaire, du grès est communément présent. Certaines surfaces paléïques de la péninsule de Varanger sont des discordances exposées, ce qui sous-tend des roches sédimentaires du Vendien (Néoprotérozoïque tardif). La surface paléïque a pu être soulevée de 200 à 250 mètres au milieu du Pliocène.
Les formations géologiques issues de la périglaciation quaternaire sont courantes dans la péninsule. Les chaos et les solifluxions comptent parmi les formations les plus communes de la péninsule. Les chaos sont principalement localisés dans la moitié nord de la péninsule, sur le plateau. Des sols structurés sont présents par endroit, mais il n'y a pas coins de glace récents. Depuis 1985, le permafrost était seulement attestés par les tourbières, et par endroit ce permafrost a mené à des dépressions thermokarst.

### Géologie
La péninsule a donné son nom à l'épisode glaciaire du Varangien. Elle est en grande partie composée de roches sédimentaires néoprotérozoïques à paléozoïques, recouvrant localement le socle cristallin du bouclier scandinave.

### Climat
Une partie de la péninsule, y compris la ville de Vardø (située sur une île au large de la côte de la péninsule), avait auparavant un climat de toundra arctique, mais avec la mise à jour des normales climatiques de 1991-2020, ce phénomène a pratiquement disparu. Toutefois, la majeure partie de la péninsule est en altitude et présente une toundra alpine.
Sur la côte sud, y compris la ville de Vadsø, il fait suffisamment chaud en été pour que le bouleau puisse pousser.

## Administration
La majeure partie de la péninsule fait partie du parc national de Varangerhalvøya.
Les municipalités de Vadsø, Båtsfjord, Berlevåg, Vardø, Tana et Nesseby partage les 2 069 km2 de la péninsule. Nesseby et Tana sont partiellement sur la péninsule, les autres communes étant entièrement sur celle-ci.

## Galerie

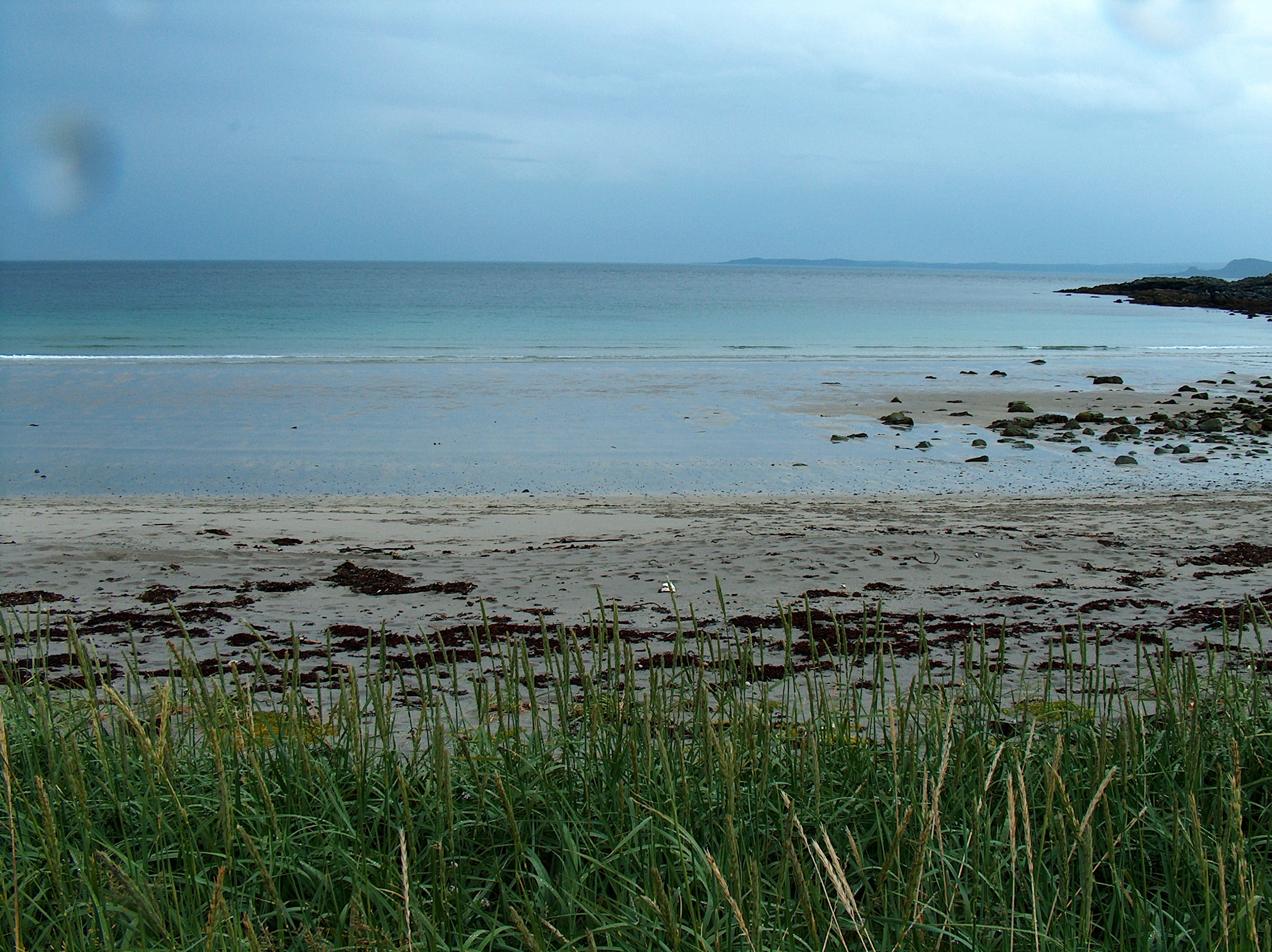
Plage de Hamningberg.
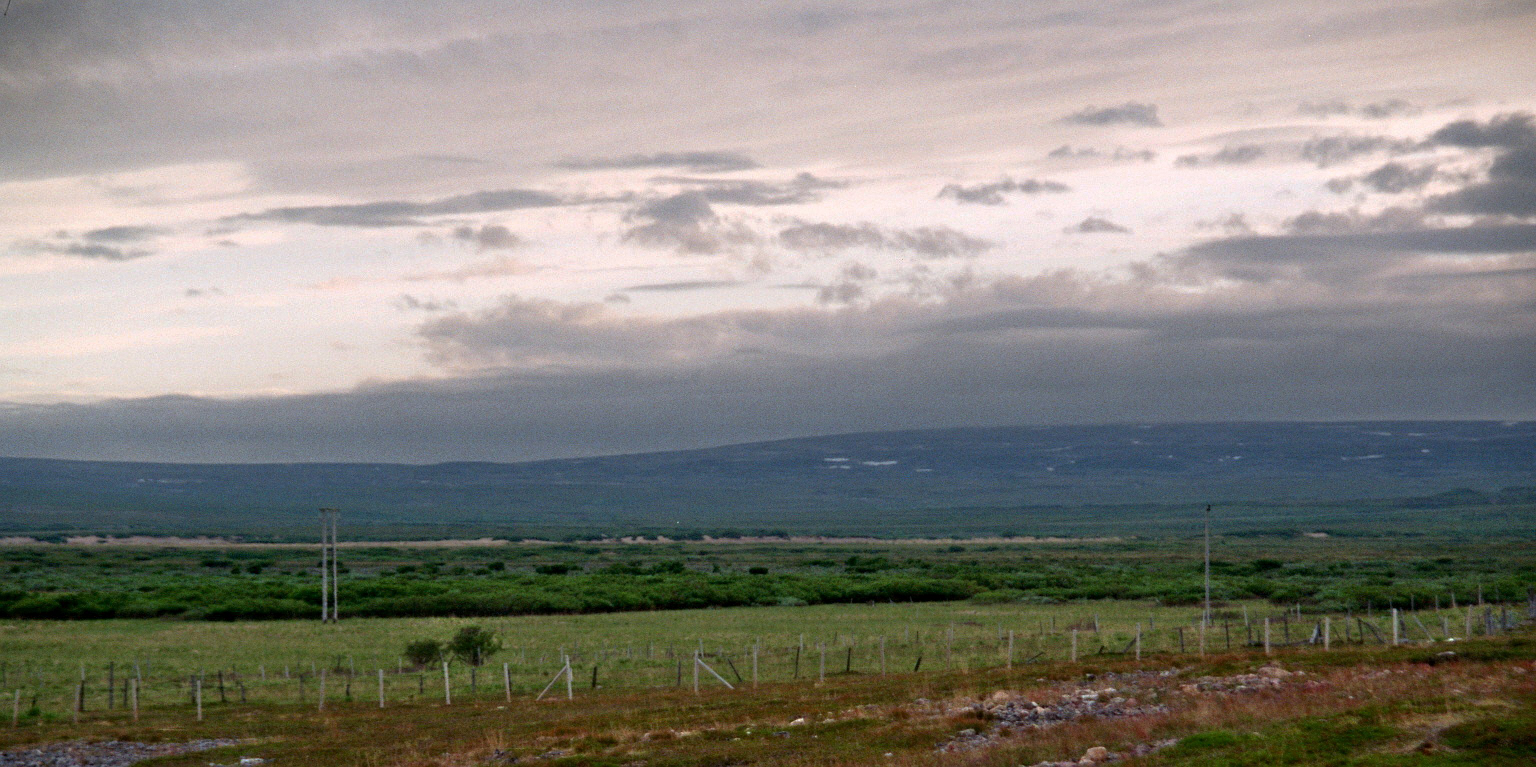
Sur la côte nord de Varangerfjord entre Vardø et Vadsø.
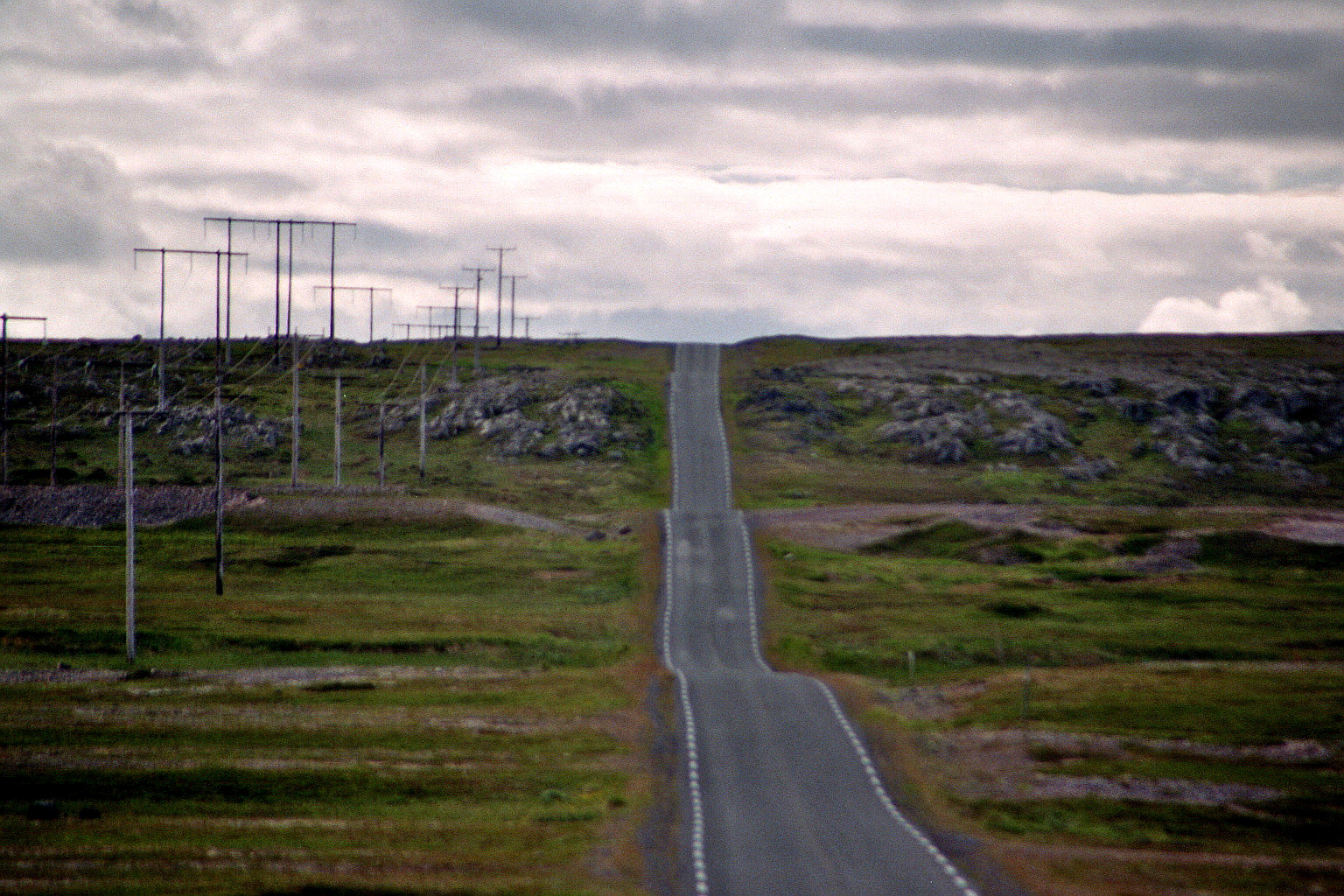
Autoroute de Vardø à Hamningberg.